# 손목뼈

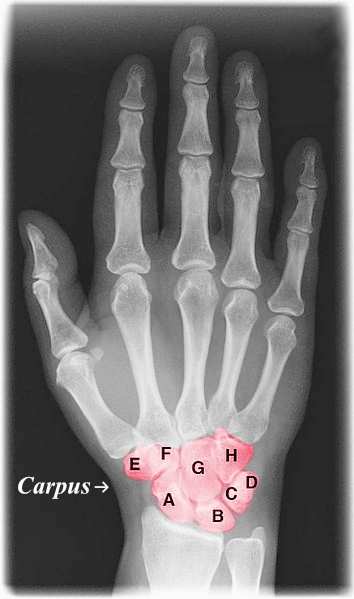

손목뼈(영어: carpal bones)는 손목 부분을 이루는 여덟 개의 작은 뼈를 이르는 말이다. 수근골 또는 완골(腕骨)이라고도 한다. 손목뼈 근위열(근위 수근열, proximal row of carpal bones, proximal carpal row)에는 손배뼈, 반달뼈, 세모뼈, 콩알뼈가 있다. 손목뼈 원위열(원위 수근열, distal row of carpal bones, distal carpal row)에는 큰마름뼈, 작은마름뼈, 알머리뼈, 갈고리뼈가 있다.

## 손부위 관절 및 손목뼈
| |
| A=scaphoid 손배뼈, 주상골, B=lunate 반달뼈, 월상골, C=triquetral bone 세모뼈(삼각골), D=pisiform distal 말단 콩알뼈, 말단두상골, E=trapezium 큰마름모뼈(대능형골), F=trapezoid bone 작은마름뼈, G=capitate bone 알머리뼈, H=hamate bone 갈고리뼈 , 1=노뼈, 2=자뼈, 3=metacarpal 손허리(뼈),중수골 |

## 같이 보기
- 발목뼈
- 노뼈